# مقبره‌های کاسوبی
مقبره‌های کاسوبی در کامپالا، اوگاندا، محل دفن چهار کاباکا (پادشاهان بوگاندا) و سایر اعضای خاندان سلطنتی بوگاندا است. این محل به عنوان یک مکان مهم معنوی و سیاسی برای مردم باگاندا، و همچنین نمونه ای مهم از معماری سنتی باقی مانده‌است. در دسامبر سال ۲۰۰۱، هنگامی که از آن به عنوان «یکی از برجسته‌ترین ساختمانها با استفاده از مواد کاملاً گیاهی در کل منطقه زیر صحرای آفریقا» یاد شده، به میراث جهانی یونسکو تبدیل شد.
برخی از ساختمانهای مهم در آنجا تقریباً در اثر آتش‌سوزی در مارس ۲۰۱۰ نابود شده‌اند، که علت آن در دست بررسی است. در نتیجه، در ژوئیه ۲۰۱۰ در فهرست میراث جهانی در معرض خطر گرفت.
پادشاهی بوگاندا قول داده‌است که مقبره‌ها دوباره بسازد و رئیس‌جمهور یووری موسونی گفته‌است دولت ملی اوگاندا در ترمیم محل کمک خواهد کرد. بازسازی در سال ۲۰۱۴ آغاز شد و توسط دولت ژاپن حمایت مالی شد.